# U.S. Route 35
U.S. Route 35 (ou U.S. Highway 35) é uma autoestrada dos Estados Unidos.
Faz a ligação do Sul para o Norte. A U.S. Route 35 foi construída em 1934 e tem 424 milhas (682 km).

## Principais ligações
US 23

 US 50 em Chillicothe

 Autoestrada 75 em Dayton

 US 30 perto de Hamlet

 Autoestrada 94 em Michigan City